# Standbeeld koningin Wilhelmina (Paramaribo)
Het Standbeeld van Koningin Wilhelmina staat aan de oever van de Surinamerivier bij Fort Zeelandia in de Surinaamse hoofdstad Paramaribo.
Het standbeeld werd in 1923 onthuld op het Gouvernementsplein (het huidige Onafhankelijkheidsplein) in Paramaribo, ter gelegenheid van het 25-jarig regeringsjubileum van koningin Wilhelmina. Het beeld is gemaakt van brons. Op de voorzijde van de sokkel is het koninklijk wapen afgebeeld, aan de achterzijde het wapen van Suriname.
De oprichting van dit monument was een initiatief van S.D. de Vries, voorzitter van de Koloniale Staten van Suriname. In een ingezonden brief in de nieuwsbladen, liet hij weten:
overtuigd van de verknochtheid en de liefde, welke in het volk van Suriname leven aan en voor het Oranje-Huis in het algemeen en Koningin Wilhelmina in het bijzonder, en gesterkt door de hooge instemming, welke het in deze door mij te nemen initiatief van de zijde van Zijne Excellentie den Gouverneur, Mr. A. J. A. A. Baron van Heemstra, in ruime mate mocht ondervinden, meen ik, dat ook Suriname niet mag en ook niet zal willen achterblijven in het medehuldigen van zijn Koningin
Deze brief leidde tot de oprichting van een huldigingscomité waarin vele notabelen uit de Surinaamse bevolking zitting namen. Al snel ontstond het idee tot het laten vervaardigen van een standbeeld. Hiertoe werd de Nederlandse beeldhouwer Gerard van Lom een opdracht verstrekt. Door de bevolking werd 18.000 gulden bijeengebracht. Hiervan werden de kosten voor de vervaardiging van het beeld, het transport naar Suriname en de onthullingskosten (onder meer onthaal van schoolkinderen welke daarbij zongen, doek voor onthulling, vlaggen en bloemen) betaald. Ook schoot er nog wat over voor een schenking aan de melaatscheninrichtingen „Bethesda", „Gerardus Majella" en „Groot Chatillon" ten behoeve van een tractatie aan verpleegden.
Het beeld werd onthuld op Koninginnedag, 31 augustus 1923. In 1924 bood een deputatie (H.D. Benjamins, D. Coutinho, P.J. Jager en professor P.C. Flu) van het huldigingscomité een bronzen afgietsel van het beeld aan aan koningin Wilhelmina. Deze sprak bij deze gelegenheid haar innige dankbaarheid uit voor de liefde en trouw van Suriname's bevolking aan haar en haar gezin.
Na de Surinaamse onafhankelijkheid werd het beeld verplaatst. Van het Onafhankelijkheidsplein (zoals het plein inmiddels heette) werd het beeld verplaatst naar Fort Zeelandia waar het sindsdien staat.
In april 2013 kreeg het beeld ter ere van de troonswisseling in Nederland in zijn geheel een grote schoonmaakbeurt.